# Toril (Extremadura)
Toril (extremadurai nyelven El Toril) egy község Spanyolországban, Cáceres tartományban. Toril Casatejada, Saucedilla, Serrejón, Torrejón el Rubio, Serradilla, Malpartida de Plasencia, Tejeda de Tiétar és Majadas községekkel határos. Lakosainak száma 159 fő (2024).

## Népesség
A település népessége az elmúlt években az alábbi módon változott:
| Lakosok száma | 179  | 222  | 199  | 179  | 176  | 167  | 169  | 148  | 155  | 159  |
|               | 2001 | 2004 | 2006 | 2009 | 2011 | 2014 | 2016 | 2019 | 2021 | 2024 |